# Heteropoda longipes
Heteropoda longipes är en spindelart som först beskrevs av Ludwig Carl Christian Koch 1875.  Heteropoda longipes ingår i släktet Heteropoda och familjen jättekrabbspindlar.
Artens utbredningsområde är New South Wales. Inga underarter finns listade i Catalogue of Life.